# Aurelio do Espírito Santo
Aurelio do Espírito Santo é um político são tomense. Foi ministro da pesca de 1983 até 1984.
Serviu anteriormente como secretário de estado da pesca de 1982 até 1983.